# جبهه قطبی

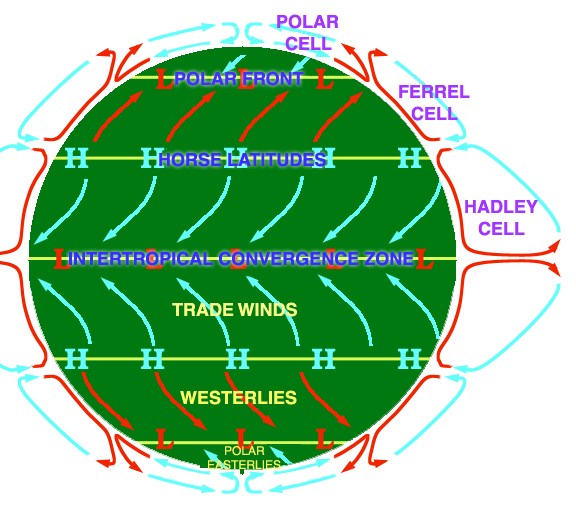
نمودار گردش اتمسفر، سلول هدلی، سلول فرل، سلول قطبی و مناطق مختلف فراچاهش و فرونشست بین آنها را نشان می‌دهد.

در هواشناسی، جبهه قطبی (به انگلیسی: Polar front)، مرز هواشناختی بین سلول قطبی و سلول فرل در پیرامون عرض جغرافیایی ۶۰ درجه، نزدیک مناطق قطبی زمین، در هر دو نیم‌کره است. در این مرز یک شیب تند دمایی بین این دو توده هوا رخ می‌دهد که هر کدام در دماهای بسیار متفاوتی هستند.
جبهه قطبی در نتیجه برخورد هوای سرد قطبی با هوای گرم گرمسیری به وجود می‌آید. این یک جبهه ایستگاهی است زیرا توده‌های هوا در برابر یکدیگر حرکت نمی‌کنند و ثابت می‌ماند. در سواحل شرق آمریکای شمالی، به‌ویژه در زمستان، یک شیب تند دمایی بین زمین‌های پوشیده از برف و جریان‌های گرم فراکرانه‌ای وجود دارد.
نظریه جبهه قطبی می‌گوید که توفان‌های فراگرمسیری در عرض جغرافیایی میانی در مرزهای بین هوای گرم و سرد تشکیل می‌شوند. در زمستان، جبهه قطبی به سوی استوا جابجا می‌شود، در حالی که سیستم‌های پرفشار در تابستان بیشتر چیره هستند.